# 톨텍과일먹는박쥐
톨텍과일먹는박쥐(Artibeus toltecus)는 주걱박쥐과(신세계잎코박쥐과)에 속하는 박쥐의 일종이다. "저지대과일먹는박쥐"로 불리기도 한다.

## 아종
3종의 아종이 알려져 있다.
- A. t. toltecus
- A. t. hesperus
- A. t. ravus.

## 특징
작은 박쥐로 몸무게가 16g 이하이다. 승명아종이 가장 크다. 털 색은 북부 지역 서식지의 연한 갈색부터 코스타리카 지역의 거무스름한 색까지 분포하며, 남아메리카 북부 지역은 좀더 희미한 색을 띤다. 검은색 개체는 일반적으로 습윤 지역에서 좀더 많이 발견되는 반면에 희미한 색의 개체는 비교적 건조한 서식지에서 발견된다.